# Маркова Сушица
Маркова Сушица (мкд. Маркова Сушица) је насеље у Северној Македонији, у северном делу државе. Маркова Сушица припада општини Студеничани, која окупља јужна предграђа Града Скопља.
У Марковој Сушици смештен је Марков манастир, задужбина Мрњавчевића, а данас веома значајан манастир за православље у Северној Македонији.

## Географија
Маркова Сушица је смештена у северном делу Северне Македоније. Од најближег већег града, Скопља, насеље је удаљено 20 km јужно.
Насеље Маркова Сушица је у оквиру историјске области Торбешија, која се обухвата јужни обод Скопског поља. Насеље је смештено на северним падинама планине Караџице. Кроз село протиче Маркова река. Надморска висина насеља је приближно 370 метара.
Месна клима је континентална.

## Историја
У селу је православна црква Св. Богородице са фрескама, која се помиње 1300. године. Село је опустело, спало са 90 домова на само три у време Велике сеобе Срба под патријархом Чарнојевићем.

## Становништво
Маркова Сушица је према последњем попису из 2002. године имала 53 становника.
Претежно становништво у насељу су етнички Македонци (94%), а остало су махом Срби (4%).
Већинска вероисповест је православље.